# Pietro Laffranco
Pietro Laffranco (Perugia, 21 gennaio 1970) è un politico italiano.

## Biografia
Dal padre Luciano, che fu presidente nazionale del Fronte Universitario d'Azione Nazionale, ha ereditato l'impagno politico, praticato sin dai tempi del liceo. È stato membro del Consiglio d'Amministrazione dell'Università di Perugia e ha ricoperto vari incarichi regionali e nazionali nelle organizzazioni giovanili della destra politica. Dal 1995 al 2004 è stato, a Perugia, consigliere comunale per Alleanza Nazionale.
Laureato in Giurisprudenza con lode, ha collaborato con le cattedre di Diritto commerciale ed industriale dell'Università degli Studi di Perugia., prima di intraprendere la professione di avvocato. È coordinatore del Comitato scientifico dell'associazione “La Bilancia della Salute”, e fondatore e coordinatore del Centro studi giuridici e scientifici "Sanità - Ambiente - Diritto".
Nell'aprile 2000 è stato eletto consigliere regionale risultando il più votato della lista di AN con oltre 5000 preferenze personali. Dopo aver ricoperto l'incarico di segretario dell'Assemblea, su indicazione della Casa delle Libertà è divenuto Vice Presidente del Consiglio Regionale.
Al congresso nazionale di Bologna del 2002 è stato eletto membro della Direzione nazionale di AN; è stato responsabile nazionale del Dipartimento per i Consigli Regionali.
Alle Elezioni regionali in Italia del 2005e\lezioni regionali del 2005 è stato il candidato della Casa delle Libertà per la presidenza della Regione Umbria, conseguendo il 34% delle preferenze, quasi 15.000 più delle liste collegate. È stato candidato alle elezioni politiche del 13 e 14 aprile 2008 nella lista del Popolo della Libertà per la Camera dei deputati ed è stato eletto parlamentare della XVI legislatura. Nel marzo 2009 ha aderito al Popolo Della Libertà, divenendo coordinatore regionale vicario dell'Umbria e, dal maggio 2009, vice capogruppo alla Camera. Dal gennaio 2011 è vice tesoriere del Pdl alla Camera, dopo la scissione di Futuro e Libertà per l'Italia, promossa da Gianfranco Fini, cui non aderisce.
Si è candidato ed è stato rieletto alla Camera dei Deputati nella circoscrizione umbra nel febbraio 2013, ed è componente della commissione finanze.
Il 16 novembre 2013, con la sospensione delle attività del Popolo della Libertà, aderisce al Gruppo Parlamentare di Forza Italia. È tesoriere del gruppo parlamentare di Forza Italia alla Camera dei Deputati.
Ad aprile 2024, è stato eletto dal Parlamento membro laico del Consiglio della Magistratura Militare, organo di autogoverno dei magistrati militari italiani; ricoprendone la carica di vicepresidente e, inoltre, di Presidente della Commissione per gli incarichi direttivi.

### Incarichi parlamentari
- Segretario della Giunta delle elezioni dal 22 maggio 2008
- I commissione (affari costituzionali, della presidenza del consiglio e interni) dal 21 maggio 2008
- COPASIR - comitato parlamentare per la sicurezza della repubblica dal 31 gennaio 2011
- Comitato Parlamentare per i procedimenti d'accusa dal 24 giugno 2008
- Comitato per la legislazione (dal 6 settembre 2011 al 22 settembre 2011)
- Commissione parlamentare per l'indirizzo generale e la vigilanza dei servizi radiotelevisivi (dal 4 giugno 2008 al 21 gennaio 2009 e dal 30 gennaio 2009 al 2 settembre 2011)
- Commissione Finanze (2013-2018)